# Mompha albocapitella
Mompha albocapitella é uma espécie de mariposa do gênero Mompha pertencente à família Coleophoridae.